# 元田直

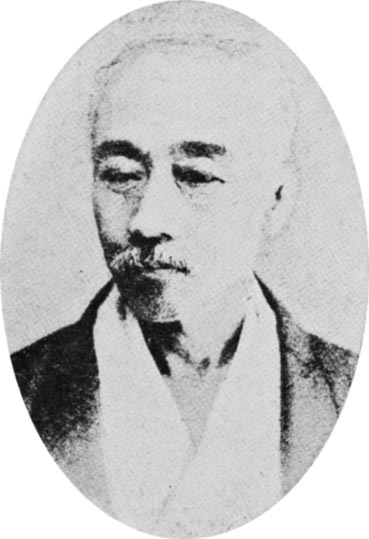
元田直

元田 直（もとだ なおし、1834年4月13日（天保5年3月5日） - 1916年（大正5年）3月4日）は、日本の儒学者・法学者・法律家・教育者。東京代言人組合（現・東京弁護士会）会長、東京府尋常師範学校校長、東京法学社（現・法政大学）の創立者の一人。

## 略歴・人物
1834年（天保5年）、豊後国杵築藩（現在の大分県杵築市）に儒学者元田竹渓の長子として生まれる。維新の際に、藩主の嫡子松平親貴に従って京都に上り、参与広沢真臣に知遇を得て内国事務局書記に任ぜられる。度会府判事に就任し、度会府廃止後に太政官に入り、太政官記録取調掛に任ぜられ、箕作麟祥とともにフランス民法を審議する。
1874年（明治7年）に東京神田に法学塾の「法律学舎」を開設し、フランス法を講授する。この法律学舎が日本における私立法律学校のはじめとされている。
1880年（明治13年）、同郷の金丸鉄、薩埵正邦、元田の下にいた伊藤修らが東京法学社を創立する際にその助力をし、法政大学の創立者の一人として数えられている。
1880年（明治13年）6月に東京代言人組合の初代会長に就任。また同年11月には長崎上等裁判所判事に任じられる。1887年（明治20年）に文部大臣森有礼の懇請により東京府学務課長兼東京府尋常師範学校長に就任し、義務教育の普及発展に貢献する。
1916年（大正5年）3月4日、腎臓萎縮症のため死去、82歳。墓所は雑司ヶ谷霊園。

## 著書・口述書
- 『東京土産』（鈴木喜右衛門、1871）
- 『所得税法俗解』（博成社、1887）
- 『南豊詩鈔』（元田直、1900）
- 『南豊文集』（弘道館、1913）

## 家族
- 父の元田竹渓(1800-1880)は杵築藩の藩校学習館教授[8]。幕長戦争に反対して処分されたが、維新後復職[8]。帆足万里の高弟で、竹渓の門人には物集高世、元田肇らがいる[8][9]。
- 枢密顧問官、衆議院議長等を務めた元田肇は婿養子。
- 長男の元田伝 (1867年生)は東京高等師範学校教授。妻の楓は李家隆介の妹[10]。
- 四男の太田善男(1880年生)は三重県伊勢市の太田小三郎家の養子となり、 東京帝国大学英文科卒業後、博文館を経て評論家として活躍し、その後、慶應義塾大学予科教授となった[11][12]。義兄（小三郎の養子）に太田光凞。 帝大在学中はラフカディオ・ハーンの最後の1年間を受講し、小山内薫、川田順、武林無想庵、上村清延、吉田白甲、高瀬精太と7人で同人雑誌『七人』を創刊した[13]。英語が非常に得意で、普段は吃音だが英語だと流暢に話せた[13]。小山内薫を通じて小山内の妹八千代に求婚したが無視され、のちに藤田東湖の親戚・喜子と結婚した[13][14][15]。